# Leonardo Bonzi
Leonardo Emilio Bonzi (ur. 22 grudnia 1902 w Mediolanie, zm. 30 grudnia 1977 w Ripalta Cremasca) – włoski bobsleista, olimpijczyk, a także reżyser i producent filmów dokumentalnych.
Był również tenisistą. W 1929 dotarł do 3. rundy gry pojedynczej French Championships i Wimbledonu.

## Występy na IO
| Rok  | Igrzyska Olimpijskie | Konkurencja             | Wyniki                                 |
| 1924 | Chamonix             | czwórki/piątki mężczyzn | DNS w 2, 3, 4 ślizgu; nieklasyfikowany |